# 翟信賢
翟信賢，SBS，OBE（1952年6月25日—），英国籍香港公務員，曾擔任香港駐布魯塞爾歐洲共同體特派代表及香港駐華盛頓經濟貿易辦事處處長，官至首長級甲級政務官。
翟在1976年於圣安德鲁斯大学畢業後加入港英政府擔任政務主任，除曾於民政署及布政司署保安科任職外，他公務員生涯長時間負責公務員事務及北美洲等對外貿易工作，亦曾被港府派駐華盛頓及布魯塞爾，並擔任辦事處首長。另外，他亦曾在1990年代初調任香港總督府出任香港總督衛奕信的副私人秘書及私人秘書。在離任公務員後，他曾一度在香港貿易發展局擔任助理總裁，負責監督局方在國際投資等範疇的工作。

## 早年生涯
翟信賢在1952年6月25日於英国英格兰薩里郡出生。他在1960年於史特靈入讀亨特格蘭奇預備學校，並在1965年移至爱丁堡入讀爱丁堡公学。及後，他在1971年起於圣安德鲁斯大学修讀心理學，並在1976年獲得文学碩士學位。

## 公職生涯

### 早年生涯
翟信賢在1976年投考香港政府的政務主任職位並獲得取錄，隨即在同年9月1日赴任，而他在入職後則先被送往香港大學修讀為期半年的政府中文課程。他在1977年2月底完成訓練後的首個工作崗位為民政署的旺角副民政主任，擔任民政主任麥振芳的副手，並協助麥的社區工作。及後，他在半年後於同年8月初在署內轉任總部的政務主任，負責與仍在興建修正早期系統的香港地鐵聯絡及構建與社區共融的地鐵文化。
入職3年後，翟在1979年11月下旬獲布政司署召回，出任保安科的助理保安司。在1982年，他獲調任至銓敍科出任助理銓敍司，負責制訂香港公務員的薪俸結構政策。他在1983年3月至10月被保安科借調出任首席助理保安司，處理本土保安事宜，並擢升為高級政務主任。雖然他在完成首席助理保安司任期後返回助理銓敍司的崗位，但隨即在1984年1月升任首席助理銓敍司。

### 首長級政務官

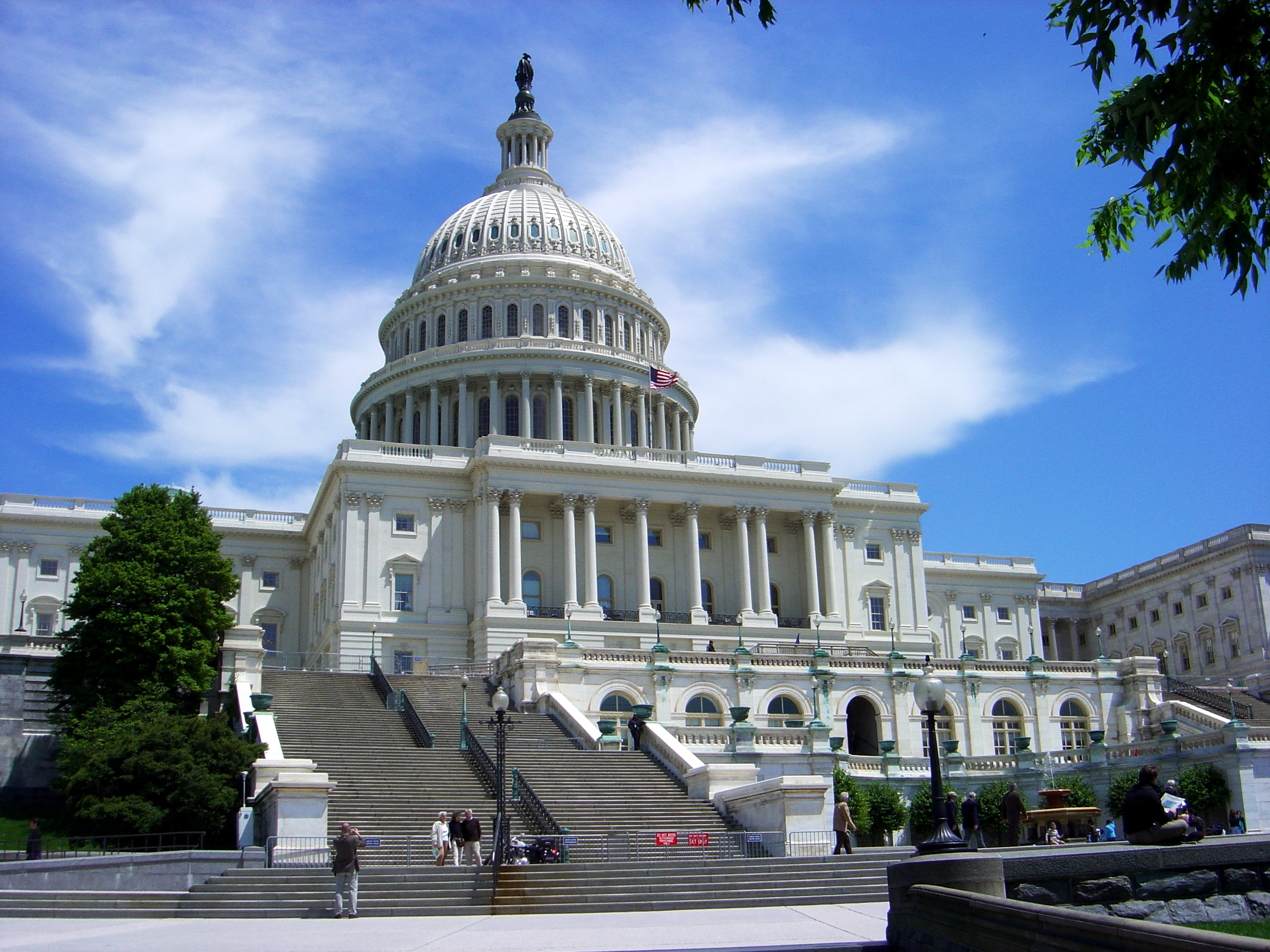
翟信賢在貿易署任職時需就華府對港的貿易政策作應對

在銓敍科任職的翟信賢於1986年時，先在4月晉升至首長級丙級政務官，亦在同年6月至8月兼任私人秘書晉升委員會主席。在1987年7月，港府委任他擔任貿易署助理署長，負責北美洲的貿易工作。由於美国當時為香港最大的貿易伙伴，佔有極大比例的貿易份額，因此其職位被認為是眾多助理署長中最為繁重。在1988年8月，美国国会通過綜合貿易法案對包括香港生產的纺织品等進口商品徵收額外關稅，不過翟就認為對影響極為輕微。他在1989年4月時因部門架構重組而出任貿易署副署長。不久後，美国商务部在1989年9月被投訴沒有跟進包括香港生產的人造纖維毛衣在內等多個东亚國家向美國低價傾銷，因而須在國會展開聆訊，翟則對此大為緊張，並持續與駐美港府人員跟進事件。雖然聆訊裁定美国商务部未有行政錯誤，但美国国会就在1990年4月討論另一針對限制進口紡織鞋的法案，翟高調批評該法案是純粹的贸易保护主义。
翟在1990年7月被抽調至香港總督府出任香港總督衛奕信的副私人秘書，翟更在任職一年半後於1992年1月升任首長級乙級政務官，並於同年3月升任總督府私人秘書。不過，他在同年5月初就回任貿易署副署長，繼續擔任原有負責北美洲及多邊貿易的職位，而他亦在同年5月12日被奉為官守太平紳士。返回貿易署後，他繼續與美國在貿易及投資限制上交鋒，包括在1993年12月時於烏拉圭回合中爭取關稅暨貿易總協定全面開放紡織品和服裝市場，並與欧洲共同体等多國爭取美國開放航運市場。
翟意外地在公務員本地化進行得如火如荼的情況下於1994年8月返回公務員事務局處理香港主權移交及外籍公務員去留安排。他負責與各部門首長商議各外籍公務員去留問題，以及安排繼任人按步就班上任，並安排所需要的培訓及資源調配等。另外，中區政府合署因將近主權移交而頻繁舉行派對及酒會等禮賓活動，翟曾要與公務員事務局局長施祖祥一同巡查大樓，避免有賓客醉倒而拒絕離開。雖然翟決意留任公務員，並在1996年1月進一步升任首長級乙一級政務官，但他仍因外籍身份而在同年4月調離布政司署的敏感位置，繼而改往海外任職。

### 派駐海外

#### 駐華盛頓

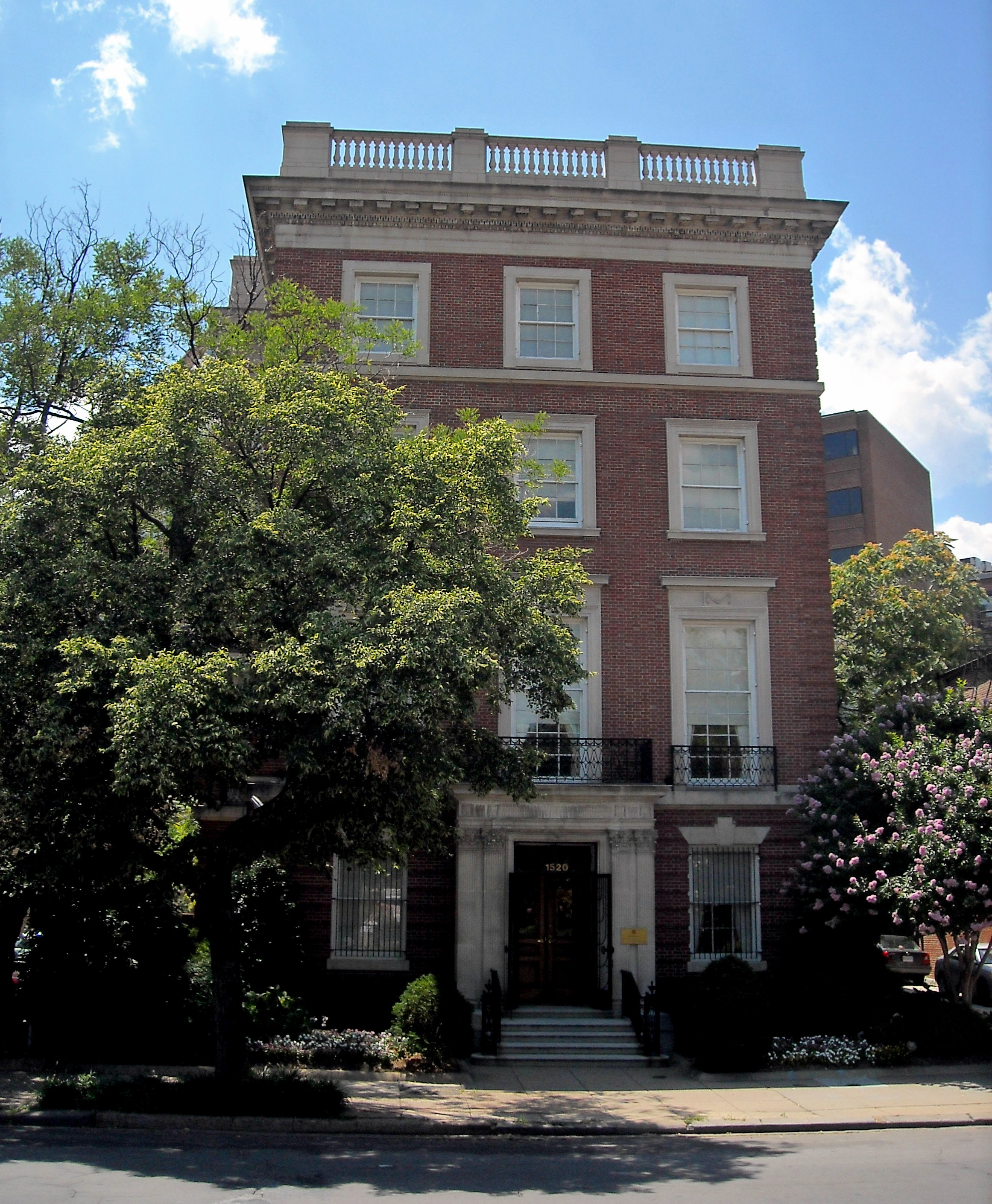
翟信賢曾出任香港駐華盛頓經貿辦處長

翟信賢在1996年4月18日起獲委任接替麥清雄出任香港駐華盛頓經濟貿易辦事處處長，效力於擔任香港駐美總經貿專員的司級政務官屈珩之下。翟在任職經貿辦處長期間，得以在1997年7月1日以編外職位晉升至首長級甲級政務官，而他更在香港主權由英國移交中國前在1997年6月13日公佈的1997年英女皇壽辰授勳名單上獲英女皇伊丽莎白二世授予大英帝國官佐勳章。不過，擔任首長級甲級政務官的他比屈珩的繼任人彭贊榮還要高級，而彭只以首長級薪級表第四點官員署任首長級甲級政務官，雖然港府以駐華盛頓辦與駐美總專員辦為兩個獨立編制來解釋這個特殊情況，但就被劉慧卿指責安排荒謬。
翟在主權移交後繼續出任經貿辦處長，並在1998年代表特區政府在美國向政商界解釋政府在亞洲金融風暴動用外汇储备干預香港股市和港元匯市是避免炒家不當操控股市及維持香港聯繫匯率制度正常運作，以維持美國政商界對香港營商環境的信心。在1998年5月，美国商务部指控兩成至四分一的香港及澳門製造產品是來自中國的非法貨運，翟認為數據可疑，並反駁指香港對出入口貨品有嚴謹把關。他亦在和記黃埔於1990年代末期取得巴拿马运河港口經營權時，在華府協助李嘉誠等避免美國因政治原因出手阻撓。然而，美国国务院因胡仙案質疑香港法治受到損害，翟則擔憂美國政界會將香港法律制度視為與中國相同。
及後，翟為行政長官董建華等高級官員訪美作準備及安排，以及參與爭取美國聯邦政府建立與中华人民共和国的永久性正常貿易關係及支持中方加入世界贸易组织的游說工作，並致力消除美國改為對中國施行反倾销税作貿易威脅的風險。最後，他在2001年1月7日卸任經貿辦處長，並由邱騰華接任。

#### 駐歐共體特派代表
翟信賢在離開美國後沒有返港，取而代之是在2001年1月8日起往欧洲赴任因黃灝玄在2000年8月返港而出缺的香港駐布魯塞爾歐洲共同體特派代表，掌管香港駐布魯塞爾經濟貿易辦事處的工作。他在上任後除了隨即跟進欧洲共同体與香港的遣返協議，為兩地互免簽證政策掃除障礙之外，亦著手準備駐布魯塞爾經貿辦搬遷至利奥波德区新址的安排。及後，他在2002年5月時主導意大利與香港設立永久論壇的工作，亦籍此架構促成兩地的電訊及資訊科技合作。
2003年嚴重急性呼吸系統綜合症疫情令歐洲各國對香港人產生排斥，爱尔兰甚至要求香港代表團取消前往該國參與2003年世界夏季特殊奧林匹克運動會。翟因此親自前往都柏林與愛爾蘭政府交涉，而局長何志平及楊永強及後亦參與談判，三人最終讓愛爾蘭政府允許港隊出賽。事故過後，他在致力促進中國內地與香港在外海的合作，更在2003年9月於德国美因河畔法兰克福與广州市舉辦首個中穗聯合的歐洲投資推廣活動。
翟在2004年2月29日後以52歲之齡提早退休，而駐歐共體代表則再次由黃灝玄出任。在退休前，他在《南華早報》上總結駐外經驗，指歐洲對一国两制被侵蝕是杞人憂天，而美國則對香港民主發展存有偏見。在港府效力近28年的他在2004年7月1日獲港府於香港2004年度授勳及嘉獎名單中頒贈銀紫荊星章，以表揚他在公職上為香港的經貿利益貢獻良多。

### 貿發局
翟信賢在離開公務員系統後於2006年加入香港貿易發展局擔任企業發展部總裁，並負責監督貿發局的國際投資部，以及兼理機構的財務策劃、人事及行政工作，及後該職位在2007年改稱為貿發局助理總裁。在任內，他曾籍著香港特區成立十週年向歐美宣傳香港是中國及西方世界的理想中介地，及後亦與香港政府開拓中东欧貿易市場，並強調紐倫港對世界的影響力。另外，他亦鼓勵香港商界贊助2008年北京奧運馬術比賽，可協助企業打開國際市場。他在2010年更曾以香港代表團成員身份與黑龙江省商討經貿合作協議。

## 個人生活
翟信賢的妻子為瑪嘉烈（Margaret）及育有兩女一子，而园地栽培則是他最大的興趣。他在2011年從貿發局退休並返回英国英格兰布里斯托尔的家鄉生活，亦在同年9月起出任威爾士教堂學校的校董會主席。另外，他在2016年5月參選民政教區議會選舉並以區內以最高得票者大熱當選議員。

## 榮譽

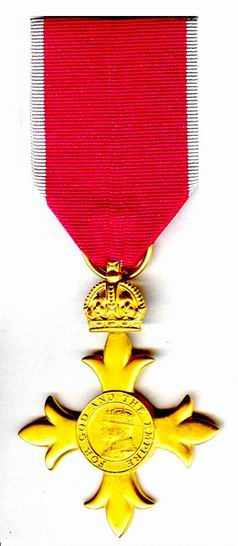
翟信賢獲頒大英帝國官佐勳章

### 勳銜
- 官守太平紳士（J.P.）（1992年5月12日－2004年2月29日）[10]
- 大英帝國官佐勳章 （O.B.E.）（1997年英女皇壽辰授勳名單（英语：1997 Birthday Honours）；1997年6月13日）[17]
- 銀紫荊星章 （S.B.S.）（香港2004年度授勳及嘉獎名單；2004年7月1日）[37]

### 頭銜
- 翟信賢，JP（Christopher Iain Carlyle Jackson, JP，1992年5月12日－1997年6月12日）[10]
- 翟信賢，OBE，JP（Christopher Iain Carlyle Jackson, OBE, JP，1997年6月13日－2004年2月29日）[10][17]
  - 香港特別行政區政府不使用英國授勳及嘉獎頭銜：

翟信賢，JP（Christopher Iain Carlyle Jackson, JP，1997年7月1日－2004年2月29日）
- 翟信賢，OBE（Christopher Iain Carlyle Jackson, OBE，2004年3月1日－2004年6月30日）[10][17]
- 翟信賢，SBS，OBE（Christopher Iain Carlyle Jackson, SBS, OBE，2004年7月1日－）[17][37]

## 外部連結
- 翟信賢的個人官方領英頁面（香港）
- 翟信賢的個人官方領英頁面（英國）

| 政府职务      | 政府职务                                                     | 政府职务      |
| ------------- | ------------------------------------------------------------ | ------------- |
| 前任： 麥清雄 | 香港駐華盛頓經濟貿易辦事處處長 1996年4月18日－2001年1月7日   | 繼任： 邱騰華 |
| 前任： 黃灝玄 | 香港駐布魯塞爾歐洲共同體特派代表 2001年1月8日－2004年2月29日 | 繼任： 黃灝玄 |